# باشگاه فوتبال بروسیا مونشن‌گلادباخ
باشگاه فوتبال بروسیا مونشن‌گلادباخ (به آلمانی: Borussia Mönchengladbach) باشگاه فوتبال آلمانی است که در مونشن‌گلادباخ یکی از شهرهای ایالت نوردراین-وستفالن قرار دارد. این باشگاه در بوندس‌لیگا، بالاترین سطح فوتبال آلمان، بازی می‌کند. این باشگاه پنج عنوان قهرمانی بوندس‌لیگا، سه قهرمانی جام حذفی فوتبال آلمان و دو قهرمانی لیگ اروپا را در کارنامهٔ خود دارد.
بروسیا مونشن‌گلادباخ در سال ۱۹۰۰ تأسیس شد. نام این تیم برگرفته از شکل لاتین پروسیا است که یک نام محبوب برای باشگاه‌های آلمانی در پادشاهی پروس سابق به‌شمار می‌رفت. این باشگاه در سال ۱۹۶۵ به بوندس‌لیگا صعود کرد و بیشترین موفقیت خود را در دههٔ ۱۹۷۰ شاهد بود. زمانی که با مربی‌گری هنس ویزویلر، و اودو لاتک، ترکیبی جوان، سریع و تشنهٔ موفقیت در این تیم شکل گرفت. در طول این دوره بود که آن‌ها توانستند به پنج بار قهرمانی در بوندس لیگا، دو بار قهرمانی در لیگ اروپا، و یک بار به فینال لیگ قهرمانان اروپا در سال ۱۹۹۷ دست یابند.«کره اسب‌ها»، لقبی است که خبرنگاران در آن زمان به‌دلیل بازی جسورانه و تهاجمی بازیکنان جوان بروسیا مونشن‌گلادباخ به این تیم داده‌اند.
مونشن‌گلادباخ همچنین در این دهه دو قهرمانی لیگ اروپا را به‌دست‌آورد. از سال ۲۰۰۴، بروسیا مونشن‌گلادباخ در ورزشگاه بروسیا پارک بازی می‌کند. آن‌ها از سال ۱۹۱۹ تا ۲۰۰۴ در ورزشگاه بوکلبرگ بازی می‌کردند. از رقیب‌های اصلی این تیم می‌توان باشگاه فوتبال کلن، بایر لورکوزن و باشگاه فوتبال فورتونا دوسلدورف را نام برد.

## تاریخچه

### ۱۸۹۹–۱۹۲۲: تأسیس بروسیا مونشن‌گلادباخ
تأسیس‌کنندگان باشگاه فوتبال بروسیا مونشن‌گلادباخ جمعی از بازیکنانی بودند که پس از ترک باشگاه ورزشی ژرمانیا، باشگاه جدید را در ۱۷ نوامبر ۱۸۹۹ در رستوران (آنتون اشمیتس) واقع در آلستراسه منطقه آیکن از شهر مونشن‌گلادباخ تأسیس کردند که در سال ۱۹۰۰ با نام اف سی بوروسیا به یک باشگاه ورزشی تبدیل شد.
نام «بروسیا» از نوع لاتین شدهٔ پروسیا گرفته شده است، امپراتوری که در شهر مونشن‌گلادباخ از سال ۱۸۱۵ فرمانروایی می‌کرد. در سال ۱۹۱۲، بروسیا به فئاباندسلیگای آلمان راه یافت، که در آن زمان، این لیگ بالاترین سطح لیگ منطقه‌ای آلمان بود که یک باشگاه می‌توانست در آن بازی کند.
در مارس ۱۹۱۴، این باشگاه De Kull را خریداری کرد، زمینی که بر روی آن بوکلبرگ اشتادیون ساخته شد. جنگ جهانی اول پیشرفت ساختن ورزشگاه و تیم بروسیا مونشن‌گلادباخ را متوقف کرد، اما تا اواخر سال ۱۹۱۷ این تیم بار دیگر شروع به بازی کردن کرد. در سال ۱۹۱۹، اف سی بروسیا مونشن‌گلادباخ با یک باشگاه محلی دیگر به نام Turnverein Germania 1889 ادغام شد و نام باشگاه به 1899 VFTUR M.gladbach تبدیل شد.
بروسیا مونشن‌گلادباخ اولین موفقیت بزرگ خود را در سال ۱۹۲۰ به‌دست‌آورد، زمانی که باشگاه فوتبال کلن را در فینال جام قهرمانی غرب آلمان ۳_۱ شکست داد.
اتحاد باشگاه ژرمانیا و بروسیا مونشن‌گلادباخ هم تنها دو سال به طول انجامید؛ و پس از آن، این باشگاه با عنوان Borussia VFL 1900 نام‌گذاری شد.

### ۱۹۳۳–۱۹۶۰: ظهور حزب نازی
پس از به قدرت رسیدن حزب نازی در سال ۱۹۳۳، سیستم لیگ آلمان اصلاح شد و از ۱۶ گائولیگن تشکیل شد. گلادباخ برای اولین بار در Gauliga Niederrhein و بعداً در Bezirksklassen (لیگ‌های منطقه‌ای) بازی کرد. پس از وقوع جنگ جهانی دوم، بازی‌ها به‌طور معمول ادامه داشت، به غیر از فصل ۱۹۴۴–۴۵.
پس از جنگ، مونشن‌گلادباخ بازی‌ها را در ژوئن سال ۱۹۴۶ از سر گرفت و با کسب موفقیت‌های پی در پی به Landesliga Niederrhein (سطح دوم منطقه‌ای) در سال ۱۹۴۹ رسید و در سال ۱۹۵۰ به‌صورت مستقیم به اوبرلیگا غربی صعود کرد. پس از سال‌ها صعود و سقوط، بروسیا اولین عنوان خود در اوبرلیگا را در فصل ۱۹۵۸–۵۹ کسب کرد.
در اوت ۱۹۶۰، بروسیا مونشن‌گلادباخ تیم فوتبال کلن را در جام آلمان غربی شکست داد. چند هفته بعد، بروسیا توانست جام حذفی فوتبال آلمان را به‌دست‌آورد و اولین افتخار رسمی خود را پس از پیروزی برابر کارلسروهه در فینال، کسب کند؛ بنابراین بروسیا به جام برندگان جام اروپا در فصل ۶۱–۱۹۶۰ صعود کرد، اما در آن مسابقات، در مجموع با نتیجهٔ ۱۱–۰ توسط باشگاه قدرتمند اسکاتلندی، رنجرز شکست خورد. رنجرز در آلمان ۳–۰ برنده شد و ۸–۰ در گلاسگو. سال بعد، باشگاه بعد از این‌که نام شهر مونشن‌گلادباخ تغییر پیدا کرد و به شکل امروزی درآمد، نام بروسیا مونشن‌گلادباخ به‌نام فعلی و مشهور "VFL Borussia Mönchengladbach" درآمد.

### ۱۹۶۰–۱۹۶۵: صعود به بوندسلیگا
پس از پایان فصل ۱۹۶۲/۶۳، اوبرلیگا لغو شد و یک لیگ مرتبط با عنوان بوندس‌لیگا تأسیس شد که شامل ۵۸ تیم از جمله گلادباخ بود و تعداد تیم‌های شرکت، کننده ۱۶ تیم از همهٔ مناطق آلمان بود.
نتایج بروسیا در ده سال منتهی به تشکیل بوندس‌لیگا و در سال ۱۹۶۳ به اندازهٔ کافی خوب نبود که بتواند آن‌ها را در رده‌های برتر لیگ قرار دهد و به همین ترتیب این باشگاه در لیگ دوم حرفه‌ای یعنی Regionalliga West بازی کرد.
در فصل بعد یعنی ۱۹۶۴–۶۵، این باشگاه با جوانانی قرارداد امضا کرد و یوپ هاینکس و برند روپ و برخی از بازیکنان تیم‌های جوانان به تیم حرفه‌ای پیوستند. میانگین سنی آن‌ها با ۲۱٫۵ سال پایین‌ترین میانگین سن تیم‌های لیگ منطقه‌ای بود. آن‌ها به‌دلیل پایین بودن سن و همچنین بازی جسورانه و موفقیت‌آمیز، نام مستعار «کره اسب‌ها» را دریافت کردند. خبرنگار ویلهلم اوت هورتمانس در مقاله‌های خود در مجله راینیشه پست این نام مستعار را به زبان آورد. او در مورد سبک بروسیا نوشت و گفت که آن‌ها مانند اسب‌های جوان بازی می‌کنند. در آوریل ۱۹۶۵، بروسیا Regionalliga West را با موفقیت پشت سر گذاشته بود و بدین ترتیب شرکت در مرحلهٔ گروهی صعود به بوندسلیگا در گروه ۱ قطعی شده بود. این در حالی بود که بروسیا در مقابل رقیبان خود یعنی ورماتیا ورمز (تیم دوم در Regionalliga Salldwest)، اس‌اس‌فاو رویتلینگن (تیم دوم در Regionalliga Süd) و هولشتاین کیل (تیم قهرمان در Regionalliga Nord) قرار گرفته بود. بروسیا توانست از شش بازی، سه برد کسب کند (۵–۱ در برابر ورمز، ۱–۰ در برابر کیل و ۷–۰ مقابل رویتلینگن) و در نتیجه رسیدن به مقام اول باعث قطعی شدن صعود آن‌ها به بوندس‌لیگا شد. به همراه بروسیا، بایرن مونیخ هم با برنده شدن در گروهش صعود کرد.
مونشن‌گلادباخ نخستین حضور خود در بوندس‌لیگا را در فصل ۱۹۶۵–۶۶ تجربه کرد و موفقیت‌هایی در کنار بایرن مونیخ کسب کرد. این دو باشگاه، درگیر رقابت‌های شدیدی شدند و در طول دههٔ ۱۹۷۰ یکدیگر را برای قهرمانی در لیگ به چالش کشیدند. بایرن در اولین رقابت بین این دو تیم موفق شد و در مسابقات بوندس‌لیگا در سال ۱۹۶۹ قهرمان شد. مونشن‌گلادباخ بلافاصله در فصل بعد با قهرمانی در بوندس‌لیگا به این رقابت برگشت و در سال ۱۹۷۱ دوباره از عنوان قهرمانی خود دفاع کرد و به نخستین باشگاهی در بوندس‌لیگا تبدیل شد که دو سال پشت سر هم از عنوان خود دفاع کرده.

### ۱۹۶۵–۱۹۶۹: سال‌های ابتدایی در بوندسلیگا
انتخاب هنس وایسوایلر به‌عنوان سرمربی در سال ۱۹۶۴، راه موفقیت در بوندس‌لیگا را به این باشگاه نشان داد. اوضاع اقتصادی باشگاه، اجازهٔ تقویت تیم اصلی را نداد. نگرش وایسوایلر که ارتقای سطح آموزش و پرورش استعدادهای جوان بود، با نیازهای مدیران باشگاه مطابقت داشت. او بازیکنان را در یک سیستم بازی ثابت تحت فشار قرار نداد، بلکه فردگرایی را ترویج کرد و به آنها آزادی چشمگیری داد. این روش، به یک سبک بازی ریسک‌پذیر و تهاجمی تبدیل شد و مشخصهٔ بارز کره اسب‌ها شد.
این باشگاه با برتی فوگتس و هاینتس ویتمان قرارداد بست، دو بازیکنی که نام آن‌ها بروسیا را به موفقیت‌های ورزشی بیشتر نزدیک‌تر کرد.
نخستین بازی بوندس‌لیگا در فصل ۱۹۶۵/۶۶ در مقابل بروسیا نوینکیرشن برگزار شد و ۱–۱ به پایان رسید، اولین گلزن بروسیا در بوندس‌لیگا گرهارد الفرت بود. اولین بازی خانگی بروسیا مقابل باشگاه فوتبال تاسمانیا ۱۹۰۰ برلین با نتیجهٔ ۵ بر ۰ به نفع بروسیا به پایان رسید. وایسوایلر می‌دانست چگونه می‌تواند به تیم، آزادی تاکتیکی بدهد و انگیزهٔ فردی بازیکنان را ارتقا بخشد. این آزادی‌ها برای اولین فصل آن‌ها در بوندس‌لیگا تاوان سختی را با شکست‌های زیادی به همراه داشت. بروسیا فصل اول بوندس‌لیگا را در رده سیزدهم جدول به پایان رساند.
در فصل ۱۹۶۶/۶۷ قدرت گلزنی تیم مونشن‌گلادباخ خودش را نشان داد و آن‌ها ۷۰ گل به ثمر رساندند. هربرت لاومن با ۱۸ گل، برند روپ ۱۶ و یوپ هاینکس ۱۴ گل به ثمر رساندند. با توجه به گلزنی‌های زیاد، این تیم توانست فصل را در رده هشتم جدول به پایان برساند. این تیم با پیروزی خانگی با نتیجهٔ ۱۱–۰ مقابل باشگاه فوتبال شالکه ۰۴، توانست رکورد پرگل‌ترین بازی تاریخ بوندس‌لیگا تا آن زمان را بشکند.
این موفقیت‌ها نتیجه‌های منفی هم داشت. حقوق بازیکنان بالا رفت و بازیکنان خوب، به‌سختی در باشگاه می‌ماندند. یوپ هاینکس با قیمت رکوردشکن ۲۷۵٬۰۰۰ مارک به باشگاه هانوفر ۹۶ انتقال یافت، برند روپ به تیم وردر برمن نقل مکان کرد و گرهارد الفرت با آینتراخت برانشوایگ قرارداد امضا کرد. مونشن‌گلادباخ، پیتر مایر و پیتر دیتریش را خریداری کرد و به این ترتیب، کمبود بازیکنان فصل پیش را جبران کرد. این تیم با پیروزی ۱۰–۰ در دوازدهمین مسابقه فصل ۱۹۶۷/۶۸ برابر بروسیا نوینکیرشن، دوباره قدرت گلزنی خود را نشان داد. تیم در این فصل و فصل بعد به مقام سوم لیگ رسید. این باشگاه در فصل ۱۹۶۸/۶۹، با هورشت کوپل که کمی پیش، نخستین تجربهٔ مربیگری خود در سطح ملی خود را تجربه کرده بود، قراردادی را امضا کرد. بروسیا از VFL Schwerte، تیمی آماتور که تا آن زمان، ناشناخته بود، ولفگانگ کلف، هارتویگ بلایدیک، گرد زیمرمن و وینفرید شفر، که ده فصل در بروسیا بازی کرد را به خدمت گرفتند.

### ۱۹۷۰–۱۹۸۰: دوران طلایی، سلطه بر لیگ و موفقیت در اروپا
زیر نظر هنس ویزویلر، جوان‌های تیم، فلسفهٔ تهاجمی او و بازی قدرتمندی را به نمایش گذاشتند که هواداران از سراسر آلمان را به آن‌ها جذب کرد. بروسیا بیش از هر تیم دیگری در این مدت، پنج بار قهرمان شد. در همین موقع، رقابتی با بایرن مونیخ ایجاد شد، که آن‌ها نیز در سال ۱۹۶۵ به همراه بروسیا به بوندس‌لیگا صعود کرده بودند.
پس از این‌که گلادباخ در سال‌های گذشته با مربیگری وایسوایلر، دو بار مقام سوم جدول را به‌دست آورده بود، از مفهوم لقب «کره اسب‌ها» دور شد. بروسیا برای نخستین بار بازیکنان دفاعی با تجربه‌ای مانند لوگی مولر و کلاوس-دیتر زیلوف را خریداری کرد. این باشگاه همچنین نخستین بازیکن دانمارکی خود یعنی اولریک لفِور را به خدمت گرفت و بعداً هنینگ ینسن و آلان سیمونسن را نیز، به خدمت گرفت. در سال ۱۹۶۹/۷۰ همگی شاهد اولین پیروزی بروسیا مقابل بایرن و گرفتن مایستاشاله بودند. بعد از پیروزی ۵–۱ برابر تیم آلمانیا آخن در ۳۱ اکتبر ۱۹۶۹، بروسیا برای نخستین بار، به صدر جدول بوندس‌لیگا رفت.
با پیروزی خانگی بروسیا مقابل تیم هامبورگ در تاریخ ۳۰ آوریل ۱۹۷۰، در هفتهٔ ۳۳، بروسیا به‌عنوان قهرمان آلمان معرفی شد.
در ۱۶ سپتامبر ۱۹۷۰، هربرت لاومن در پیروزی ۶–۰ برابر لارناکا، نخستین گل برای بروسیا در رقابت‌های اروپایی را به ثمر رساند. در نیم فصل اول لیگ ۱۹۷۰/۷۱، این باشگاه تنها یک شکست داشت. در بازی خانگی بروسیا مقابل وردر برمن در هفته بیست و هفتم بوندسلیگا، حادثه‌ای عجیب و بی‌نظیر رخ داد. در ۳ آوریل ۱۹۷۱، پس از یک درگیری هوایی بین هربرت لاومن و دروازه‌بان برمن، تیرک دروازه سمت چپ، واژگون شد. داور، پس از تلاش ناموفق برای ترمیم تیرک و جایگزینی آن، بازی را با نتیجهٔ بازی را ۱: ۱ متوقف کرد. دادگاه ورزشی DFB در فرانکفورت بازی را ۲–۰ به نفع برمن اعلام کرد. به‌عنوان یک درس، DFB باشگاه‌ها را موظف کرد تا جایگزینی برای هر دو تیرک فراهم کنند. ۹ هفته پس از شکستن تیرک دروازه بوکلبرگ اشتادیون، در ۵ ژوئن ۱۹۷۱، بروسیا با پیروزی مقابل آینتراخت فرانکفورت، نخستین تیم تاریخ بوندس‌لیگا لقب گرفت که توانسته از عنوان قهرمانی خود دفاع کند. در ۲۰ اکتبر ۱۹۷۱، در جام قهرمانان اروپا، بروسیا در برابر اینتر میلان قرار گرفت و این مسابقه را در بوکلبرگ اشتادیون، با نتیجهٔ ۷–۱ برنده شد، اما یوفا این بازی را لغو کرد، زیرا روبرتو بونینسنیا مهاجم ایتالیایی، با یک بطری خالی نوشابه که به سرش برخورد کرد، مصدوم شد و تحت مداوا قرار گرفت.

اسطوره مربیگری جهان مت بازبی، نحوه بازی کردن کره اسب‌ها را اینگونه توصیف کرد:
هیچ‌کس در جهان امروز، مقابل این تیم پیروز نمی‌شود. این فوتبال در بالاترین سطح کمال بود.
پس از شکست ۴–۲ در میلان و تساوی بدون گل در بازی برگشت در ورزشگاه المپیک برلین بروسیا از جام قهرمانان اروپا حذف شد.
کره اسب‌ها در سال ۱۹۷۳ توانستند با پیروزی ۲–۱ مقابل کلن در دربی راین با گلزنی گونتر نتسر در دقیقهٔ ۹۴، دومین قهرمانی خود در جام حذفی آلمان را به‌دست آورند. این بازی، آخرین بازی گونتر نتسر برای بروسیا بود. او این باشگاه را ترک کرد و به رئال مادرید پیوست.
نخستین فینال بین‌المللی تاریخ بروسیا در تاریخ ۹ مه ۱۹۷۳ برگزار شد. بعد از این‌که بازی قبلی لیورپول و بروسیا مونشن‌گلادباخ به دلیل باران زیاد لغو شد، لیورپول در مرحلهٔ اول در ورزشگاه آنفیلد ۳–۰ برنده شد. در ۲۳ مه ۱۹۷۳، بروسیا مونشن‌گلادباخ در بوکلبرگ اشتادیون، ۲–۰ به پیروزی رسید، اما لیورپول در مجموع دو بازی، پیروز شد و جام یوفا را به‌دست‌آورد.
وضعیت فصل‌های بعد از سال ۱۹۷۱ با رفتن بازیکنان شناخته‌شدهٔ بروسیا مونشن‌گلادباخ تا حدودی مشخص بود، اگرچه مهاجم اصلی گلادباخ در این تیم مانده بود. در فصل ۱۹۷۳/۷۴، یوپ هاینکس افسانه‌ای به تنهایی ۳۰ گل به ثمر رساند و باعث شد که او بهترین گلزن بوندس‌لیگا و گلادباخ لقب بگیرد. در اولین فصل پس از انتقال گونتر نتسر، بروسیا با دو امتیاز اختلاف نسبت به تیم قهرمان، نائب قهرمان شد. بروسیا با ۹۳ گلی که به ثمر رساند، یک رکورد جدید باشگاهی را در تاریخ ثبت کرد. بروسیا در بین سال‌های ۱۹۷۲ تا ۱۹۷۴ نتوانست در بوندس‌لیگا مقام قهرمانی را کسب کند و لیگ را در رده‌های سوم و پنجم و دوم به اتمام رساند. در فصل ۱۹۷۴/۷۵، بروسیا مونشن‌گلادباخ کاری کرد که قبلاً هرگز در بوندس‌لیگا دیده نشده بود. در هفتهٔ ۱۷ بازی‌های بوندس‌لیگا، «کره اسب‌ها» در صدر جدول لیگ قرار گرفتند و تا قهرمانی در ۱۴ ژوئن ۱۹۷۵ از صدرنشین ماندن در لیگ دفاع کردند. با خروج هنس ویزویلر، که پس از یازده سال از این باشگاه به بارسلونا رفت، شادی قهرمانی هم کمی باشکوه‌تر برای او بود.
یک فینال بین‌المللی دیگر با حضور مونشن‌گلادباخ در ۷ مه ۱۹۷۵ برگزار شد. نخستین دیدار جام یوفا در شهر دوسلدورف بین بروسیا و باشگاه فوتبال توئنته بدون گل به پایان رسید. دیدار دوم در ۲۱ مه ۱۹۷۵، با نتیجهٔ ۵–۱ به سود گلادباخ به پایان رسید. با رکورد پرگل‌ترین پیروزی خارج از خانه در فینال جام یوفا، بروسیا نخستین عنوان قهرمانی بین‌المللی خود را به‌دست‌آورد.

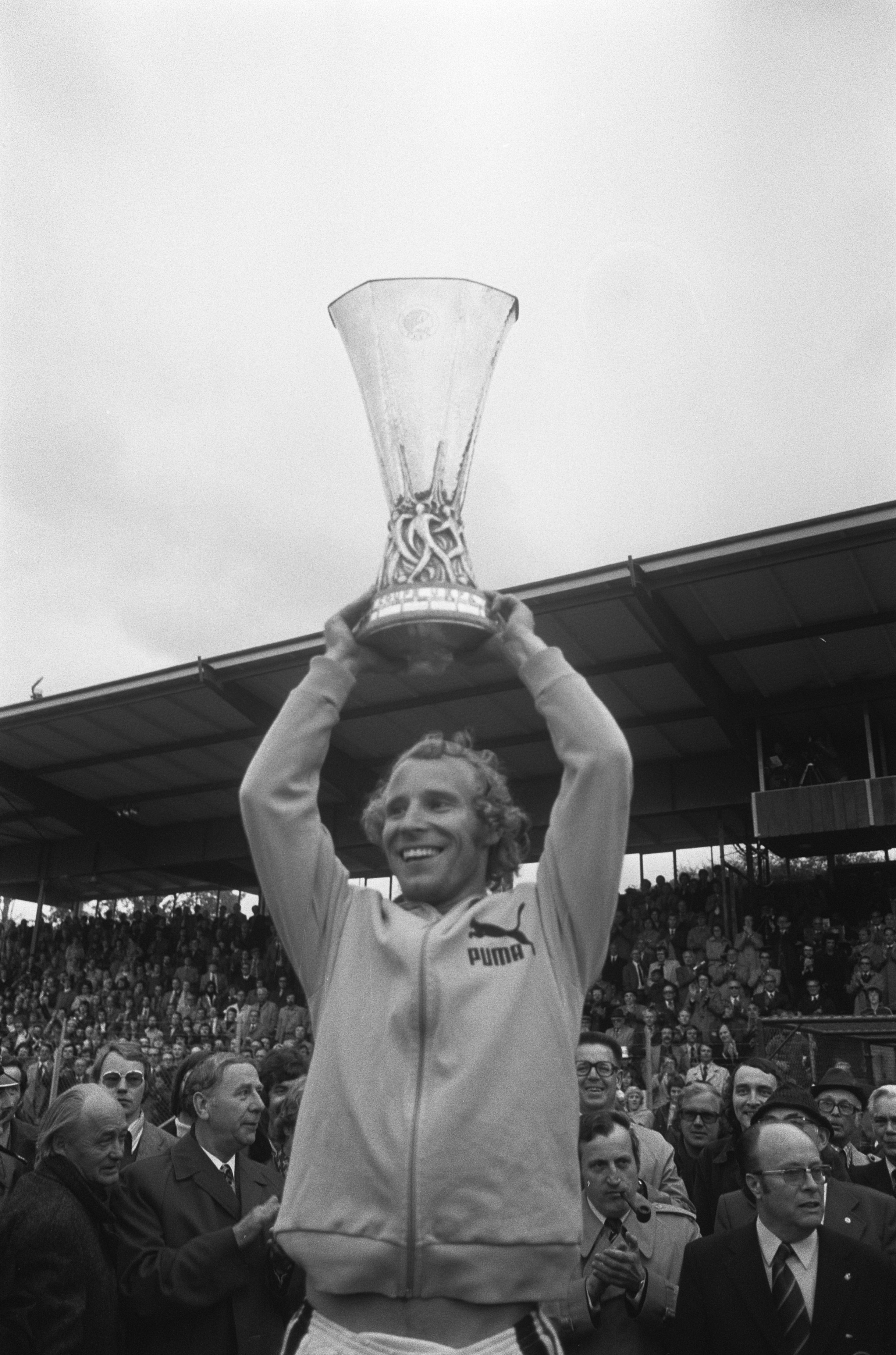
برتی فوگتس و جام قهرمانی یوفا (۱۹۷۵)

اودو لاتک سرمربی جدید بروسیا مونشن‌گلادباخ، انتخاب شد که از بایرن مونیخ به این تیم آمده بود. اگرچه او قبلاً با روت‌وایس اسن قراردادی را امضا کرده بود اما در فصل ۱۹۷۵/۷۶ هدایت بروسیا را به عهده گرفت. برخلاف وایسوایلر، لاتک یک فلسفهٔ نسبتاً دفاعی را ارائه می‌داد. این تیم در دوازدهمین هفتهٔ این فصل با پیروزی مقابل وردر برمن و آینتراخت برانشوایگ در صدر جدول لیگ قرار گرفت و این صدرنشینی را تا پایان فصل حفظ کرد.
در تاریخ ۳ مارس ۱۹۷۶، در چهارشنبهٔ خاکستر، یک رویداد بین‌المللی هیجان‌انگیز دیگر در انتظار بروسیا بود. در جام قهرمانان اروپا، بروسیا مونشن‌گلادباخ مقابل رئال مادرید بازی کرد، جایی که گونتر نتسر و پائول برایتنر مقابل آن‌ها بازی می‌کردند. بازی اول ۲–۲ به پایان رسید. در بازی دوم (۱۷ مارس ۱۹۷۶) که با نتیجهٔ ۱–۱ به پایان رسید، داور لئوناردوس ون‌درکرفت دو گل مونشن‌گلادباخ را قبول نکرد، یک گل در دقیقه ۶۸ توسط هنینگ ینسن و یکی دیگر که در دقیقه ۸۳ توسط هانس یورگن ویتکمپ به ثمر رسیده بود. قبل از گل اول، یک خطا رخ داد که داور باید قبل از گل آن را می‌گرفت و در گل دوم نیز داور، به اشتباه، تصمیم به اعلام آفساید گرفت و گل را مردود اعلام کرد. در نهایت، این نتیجه برای صعود مادریدی‌ها و حذف گلادباخ، کافی بود.
بروسیا مونشن‌گلادباخ در اوج ماند و با سه قهرمانی پشت سرهم در بوندس‌لیگا با تعداد جام‌های بایرن مونیخ در بوندس‌لیگا برابر شد. در ۱۲ ژوئن ۱۹۷۶ مونشن‌گلادباخ برای چهارمین بار، قهرمان بوندس‌لیگا شد.

### ۱۹۸۰–۱۹۹۶: افول تدریجی

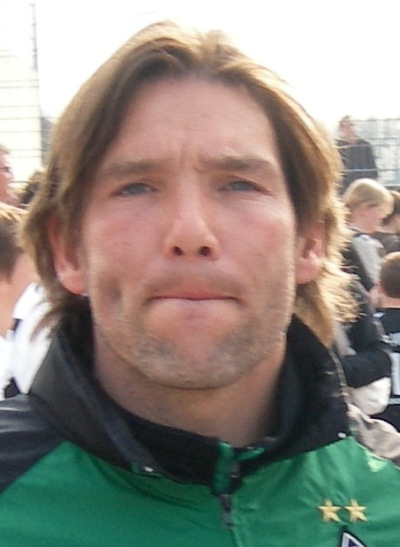
اووه کمپس

در دههٔ ۱۹۸۰، بروسیا دیگر نتوانست عناوینی که دههٔ طلایی گذشته را رقم زد، تکرار کند و از رقیب سنتی‌اش در مونیخ عقب ماند. به، دلیل کمبود درآمد بلیط از استادیوم کوچک بوکلبرگ، مسئولان باشگاه مجبور شدند بارها و بارها بازیکنان برتر باشگاه را بفروشند. با این وجود، امکان قرار گرفتن در یک سوم بالایی جدول بوندس‌لیگا و رقابت در کورس قهرمانی برای گلادباخ، وجود داشت. در فصل ۱۹۸۰/۸۱، بسیاری از بازیکنان باسابقه و وفادار باشگاه را ترک کردند، از جمله کاله دل‌های که نخستین بازیکنی بود که با قصد تضعیف تیم رقیب، توسط بایرن مونیخ به خدمت گرفته شد. بروسیا نیز برای پر کردن جای خالی او با ولفرام ووتکه قرارداد بست. آن‌ها در درون دروازه به اولریش سود جانشین ولفگانگ کلف اعتماد کردند. این تیم به مقام ششم جدول در این فصل رسید. این رتبه در دو فصل بعدی هم بهبود نیافت. بروسیا با کسب مقام هفتم در فصل ۱۹۸۲/۸۳ حتی مجوز حضور در مسابقات بین‌المللی را از دست داد. سال بعد، اووه کمپس برای اولین بار از دروازه بروسیا محافظت کرد و برای سال‌ها، دروازه‌بان اصلی این تیم ماند.
در فصل ۱۹۸۳/۸۴، بروسیا برای عنوان قهرمانی رقابت می‌کرد. با حضور برند کراوس، میشائل فرونتسک و اولی بورووکا بروسیا بازیکنان خوبی را در اختیار داشت که مدت‌ها در این باشگاه بازی کردند. در پایان آنها در رده سوم پشت سر اشتوتگارت و هامبورگ قرار گرفتند. این اولین بار در تاریخ بوندسلیگا بود که سه باشگاه در آخرین هفته رقابت‌ها، امتیازات یکسانی را در جدول داشتند. در همان فصل، مونشن گلادباخ به فینال جام حذفی آلمان راه یافت و در ضربات پنالتی مقابل بایرن مونیخ با نتیجه ۷_۸ شکست خورد. لوتار ماتئوس و نوربرت رینگلز هر دو یک پنالتی را خراب کردند. بعد از این بازی ماتئوس با مبلغی بی‌سابقه ۲٫۲۵ میلیون مارک به بایرن مونیخ پیوست و باعث شد برخی از هواداران بروسیا او را متهم به خراب کردن عمدی پنالتی مقابل بایرن مونیخ در فینال جام حذفی کردند و به او لقب «یهودای اسخریوطی» را دادند.
در فصل ۱۹۸۴/۸۵، بروسیا در هفته هشتم بوندسلیگا در برابر آینتراخت برانشوایگ با نتیجه ۱۰_۰ به پیروزی رسید که این نتیجه، آخرین پیروزی دو رقمی در تاریخ بوندسلیگا است. در مرحله نیمه نهایی جام حذفی آلمان، کره اسب‌ها دوباره به مصاف بایرن مونیخ رفتند. سورن لربی در دقیقه ۱۰۱ یک ضربه پنالتی را مقابل اولریش زوده تبدیل به گل کرد. این تنها گل این بازی بود و بروسیا از راهیابی به فینال بازماند.
در فصل ۱۹۸۵/۸۶، بروسیا فصل آرامی را در بوندسلیگا سپری کرد و به رده چهارم جدول در پایان فصل دست یافت. بروسیا مونشن گلادباخ در ۲۷ نوامبر ۱۹۸۵ در دوسلدورف با نتیجه ۵_۱ برابر رئال مادرید به پیروزی دست یافت که این تیم در ۱۱ دسامبر ۱۹۸۵ با یک کامبک باور نکردنی و با ۴ گل در مادرید شکست خورد و از جام یوفا کنار رفت.
فصل ۱۹۸۶/۸۷ دوباره با تغییر مربی همراه بود. یوپ هاینکس انتقال خود به بایرن مونیخ را نهایی کرد. باشگاه ولف ورنر را به عنوان سرمربی جدید معرفی کرد. در پایان فصل، بروسیا برای آخرین بار در این دهه موفق به کسب سهمیه جام یوفا شد و در رده سوم جدول ایستاد. انجمن روزنامه نگاران ورزشی آلمان اووه ران را به عنوان بازیکن سال فوتبال آلمان انتخاب کرد. بار دیگر بروسیا به نیمه نهایی جام حذفی آلمان راه یافت. اما این بار هم بروسیا در برابر قهرمان بعدی جام حذفی شکست خورد. در ۲۲ آوریل ۱۹۸۷، بروسیا در نتیجه شکست در بوکلبرگ اشتادیون در نیمه نهایی جام یوفا، در برابر نماینده اسکاتلندی، داندی یونایتد حذف شد. این اولین شکست خانگی بروسیا در لیگ اروپا در بوکلبرگ اشتادیون بود. پس از جدایی یوپ هاینکس، دوران مربیگری طولانی مربیان در این باشگاه به پایان رسید. در ۲۳ سال اول بین سال‌های ۱۹۶۴ تا ۱۹۸۷، بروسیا فقط سه مربی داشت. از زمان انتقال هاینکس، بروسیا با ۱۶ مربی جدید (به استثنای مربی‌های موقت) قرارداد امضا کرده است. ورنر در ۲۱ نوامبر ۱۹۸۹، اولین مربی اخراجی باشگاه بود. فقط سه مربی بعد از او موفق شدند که بیش از سه سال در مونشن گلادباخ باقی بمانند. برند کراوس، هانس مایر و لوسین فاور همگی چهار سال در این باشگاه مربیگری کردند.
در فصل ۱۹۸۷، بروسیا اشتفان افنبرگ را به خدمت گرفت. بازیکنی که سال‌های زیاد و جالبی را در این باشگاه سپری کرد. بروسیا فصل را در جایگاه هفتم به پایان رساند و طبق معمول از حضور در مسابقات بین‌المللی بازماند. اوایل دهه ۹۰، این باشگاه با افت فوق‌العاده شدیدی روبرو شد. در نتیجه این افت، برای اولین بار تعداد تماشاگران در بوکلبرگ اشتادیون در حال کاهش بود. اتفاقی تلخ که نشانه سپری کردن بدترین روزهای این باشگاه بود. در فصل ۱۹۸۹/۹۰ این باشگاه در بازی پلی آف بوندسلیگا بازی کرد و خوشبختانه پیروز شد. در سال‌های بعد، بروسیا در میانه‌های جدول قرار می‌گرفت. در فصل ۱۹۹۱/۹۲، بروسیا دوباره یک فصل خوب را در جام حذفی آلمان سپری می‌کرد. در نیمه نهایی این جام، اووه کمپس در ضربات پنالتی هر چهار پنالتی بازیکنان بایر لورکوزن را سیو کرد و بروسیا در یک شب فراموش نشدنی به فینال راه یافت. در ۲۳ می ۱۹۹۲، مونشن گلادباخ در ضربات پنالتی مقابل تیم دسته دومی هانوفر با نتیجه ۳ بر ۴ شکست خورد تا این روزهای تاریک و نحس همچنان ادامه داشته باشند.
در فصل ۱۹۹۳، این باشگاه هیکو هرلیش و پاتریک آندرشون را به خدمت گرفت. در سال ۱۹۹۴، اشتفان افنبرگ که به بایرن مونیخ رفته بود به گلادباخ بازگشت. با مربیگری برند کراوس، آنها نتایج خوبی را در بوندسلیگا کسب کردند. در فصل ۱۹۹۴/۹۵ اولین جام برای بروسیا بعد از سال ۱۹۷۹ به‌دست آمد. آنها با پیروزی ۳_۰ برابر ولفسبورگ در فینال جام حذفی آلمان بالاخره این عنوان را به‌دست آوردند. همچنین چند ماه بعد بروسیا در مسابقه سوپرکاپ آلمان برابر قهرمان آلمان، بروسیا دورتموند شکست خورد و این جام را از دست داد.

### ۱۹۹۶–۲۰۱۰: سقوط نهایی بروسیا و استادیوم جدید
عملکرد تیم در دهه ۹۰ به‌طور قابل توجهی افت کرد و خیلی زود، کره اسب‌ها خودشان را در نیمه پایین جدول بوندسلیگا و درحال درجا زدن می‌دیدند.
پس از نیم فصل اول فصل ۱۹۹۶/۹۷، بروسیا در رده هفدهم جدول قرار گرفت. این باشگاه مربی خود یعنی برند کراوس را به دلیل نتایج ضعیف اخراج کرد. در پایان فصل، مونشن گلادباخ در جایگاه یازدهم قرار گرفت. هیچ‌یک از چهار مربی بعد از اخراج کراوس بیش از یک سال در سمت خود باقی نماندند. با هدایت فریدل راوش، بروسیا توانست در فصل ۱۹۹۸ جایگاه خود را پس از یک فصل دراماتیک و در لحظات آخر در بوندسلیگا حفظ کند. قبل از آخرین هفته بوندسلیگا، بروسیا تقریباً سقوط کرده بود اگر کارلسروهه حتی یک تساوی از حریف خود می‌گرفت ولی بروسیا موفق شد در خانهٔ ولفسبورگ، به پیروزی ۲_۰ برسد. کارلسروهه به هانزا روستوک باخت و به دلیل تفاضل گل بدتر به بوندسلیگا۲ سقوط کرد و بروسیا در بوندسلیگا باقی ماند.
در فصل ۱۹۹۶/۹۷، رقابت‌های اروپایی با وجود دو پیروزی در دور اول مرحله حذفی جام یوفا مقابل آرسنال ناامید کننده بود. بروسیا در دور دوم مرحله حذفی در بازی رفت مقابل موناکو با نتیجه ۴_۲ شکست خورد، و در بازی برگشت با نتیجه ۱_۰ در موناکو پیروز شد، اما از دور مسابقات حذف شد. در فصل ۱۹۹۸/۹۹ بروسیا در اولین هفته بوندسلیگا با نتیجه ۳_۰ مقابل شالکه۰۴ پیروز شد و برای اولین بار بعد از ۱۳ سال در رده اول جدول بود. بعد از آن، این تیم در شش مسابقه شکست خورد و دو تساوی به دست آورد، بنابراین آنها در هفته نهم در انتهای جدول ایستاده بودند. هفته دهم و یازدهم با دو شکست فاجعه بار ۸_۲ مقابل بایر لورکوزن و ۷_۱ در مقابل ولفسبورگ همراه بود. این تیم تا پایان فصل در رده هجدهم باقی ماند. پس از ۲۱ باخت، اولین سقوط بروسیا به بوندسلیگا رغم خورد. در نتیجه این سقوط، چندین بازیکن مهم از جمله رابرت آنکه فقید، پاتریک آندرسون، کارلهاینتس پفلیپسن و زباستین دایسلر باشگاه را ترک کردند.
سرانجام، در پایان فصل ۱۹۹۸/۹۹، گلادباخ به بوندسلیگا۲ سقوط کرد. جایی که دو فصل را در آنجا گذراندند. پس از بازگشت به بوندسلیگا در فصل ۲۰۰۱/۰۲، مونشن گلادباخ همچنان در میانه‌های جدول باقی ماند.
فصل اول در بوندسلیگا۲ نیز ناامید کننده بود. در جام حذفی، بروسیا مقابل اس سی ورل از لیگ منطقه ای قرار گرفت که پس از شکست در ضربات پنالتی، از این رقابت‌ها حذف شد. اولین فصل در بوندسلیگا۲ در حالی به اتمام رسید که با وجود اینکه بروسیا در نیم فصل اول عملکرد بدی داشت، فصل را در جایگاه پنجم جدول به اتمام رساند و چهار امتیاز دیگر برای صعود مستقیم به بوندسلیگا کم آورده بود.
در ۱ اوت ۲۰۰۰، هواداران و مدیران باشگاه بروسیا مونشن گلادباخ، صدمین سالگرد تأسیس این باشگاه را جشن گرفتند. در بخشی از این مراسم، هواداران بعد از انتخاب مربی افسانه ای هنس وایسوایلر فقید بازیکنان زیر را به عنوان تیم منتخب قرن بروسیا انتخاب کردند:
به ترتیب در درون دروازه ولفگانگ کلف، در دفاع برتی فوگتس، هانس گونتر برونس، ویلفرید هانس و پاتریک آندرسون، در خط میانی راینر بونهوف، اشتفان افنبرگ، هربرت ویمر و گونتر نتسر و در حمله یوپ هاینکس و آلان سیمونسن قرار گرفتند. در سال‌های بعد، پوسترهایی بزرگ با تصاویر این بازیکنان در بیرون ضلع‌های شمالی و شرقی استادیوم بروسیا پارک وصل شدند.
در فصل ۲۰۰۰/۰۱، بروسیا توانست به عنوان نایب قهرمانی بوندسلیگا۲ دست یابد و صعود به بوندسلیگا را جشن بگیرد. در این فصل تیم به نیمه نهایی جام حذفی صعود کرد، اما مانند سال قبل مقابل یک تیم از لیگ منطقه ای در ضربات پنالتی شکست خورد و آن تیم اونیون برلین بود.
بروسیا در سال ۲۰۰۲ در مراسم قرعه کشی جام یوفا جایزه بازی جوانمردانه را به‌دست‌آورد. در ۱۷ مارس ۲۰۰۴، بروسیا در نیمه نهایی جام حذفی بار دیگر با شکست ۱_۰ مقابل تیم دسته دومی آلمانیا آخن از این رقابت‌ها حذف شد. بروسیا در صورت پیروزی مقابل آلمانیا آخن می‌توانست به رقابت‌های اروپایی صعود کند چون فینالیست دیگر یعنی وردربرمن سهمیه لیگ قهرمانان را کسب کرده بود.
این فصل تحت تأثیر شعار "Bye Bye Bökelberg" بود. در ۲۲ ماه مه ۲۰۰۴، آخرین مسابقه بوندسلیگایی در بوکلبرگ اشتادیون برگزار شد. بروسیا با نتیجه ۳ بر ۱ مقابل ۱۸۶۰ مونیخ پیروز شد و با بوکلبرگ اشتادیون خداحافظی کرد. آخرین گل در بوکلبرگ اشتادیون توسط آری فن لنت به ثمر رسید. اووه کمپس اسطوره بروسیا در دقیقه ۸۲ وارد زمین شد و به ۳۹۰مین بازی در بوندسلیگا و ۴۵۷ بازی در مجموع و همچنین آخرین بازی در دوران حرفه ای خود دست یافت.
در سال ۲۰۰۴، مونشن گلادباخ دیک آتفوکات که تیم ملی هلند را به نیمه نهایی یورو ۲۰۰۴ رسانده بود و یک مدیر موفق در رنجرز بود، به عنوان سرمربی انتخاب کرد. اما آتفوکات نتوانست عملکرد خوبی داشته باشه و آوریل سال بعد استعفا داد. بازیکن سابق مونشن گلادباخ و تیم ملی آلمان یعنی هورست کپل به عنوان مربی موقت تیم در ۵ هفته پایانی لیگ انتخاب شد. کوپل بعد از ترک بروسیا دورتموند در ژوئن ۲۰۰۴ سرمربی تیم دوم گلادباخ بود. برای فصل ۲۰۰۶/۰۷، بازیکن و مربی افسانه ای مونشن گلادباخ یعنی یوپ هاینکس به عنوان مربی تیم انتخاب شد.
پس از تخریب بوکلبرگ اشتادیون، بروسیا با تأسیس ورزشگاهی به نام بروسیا پارک قدم‌هایی بزرگ برای بهبود شرایط مالی خود برداشت. بروسیا پارک ظرفیت ۵۹٬۷۷۱ نفر گنجایش داشت (که برا بازی‌های بوندسلیگایی به ۵۴٬۰۶۷ نفر و برا بازی‌های ملی به ۴۶٬۲۴۹ کاهش پیدا می‌کرد). باشگاه مدت‌ها بود که بخاطر بازی در یک ورزشگاه قدیمی و کوچک (بوکلبرگ با ظرفیت ۳۴٬۵۰۰) در شرایط سختی قرار داشت و با افتتاح استادیوم جدید در سال ۲۰۰۴ آن‌ها توانستند درآمدهایشان را از طریق بلیط فروشی بیشتر و میزبانی بازی‌های بزرگتر ملی افزایش بدهند.
در هفته ۳۱ فصل ۲۰۰۶/۰۷، بروسیا مونشن گلادباخ بار دیگر به بوندسلیگا۲ سقوط کرد. وقتی که تیم رقیب یعنی آرمینیا بیلفلد ۳–۲ وردربرمن را برد ولی گلادباخ در خانه ۱–۰ به اشتوتگارت باخت. آن‌ها پس از یک فصل دوباره در هفته ۳۲ فصل ۲۰۰۷/۰۸ بعد از برنده شدن با نتیجه ۳–۰ مقابل اس فاو وِن و قهرمانی در بوندسلیگا۲ به بوندسلیگا برگشتند. فصلی دیگر در تاریخ در انتظار بروسیا است.

### ۲۰۱۰–۲۰۱۷: برخاستن دوباره
به مناسبت ۱۱۰ سالگی باشگاه، گلادباخ یک دی‌وی‌دی را منتشر کرد که در آن، داستان باشگاه در یک فیلم ۱۱۰ دقیقه‌ای روایت می‌شود. این فیلم در ۲۸ ژوئیهٔ ۲۰۱۰ برای نخستین بار در سینمایی در مونشن‌گلادباخ به نمایش درآمد.
در جام حذفی همان سال، بروسیا پس از پنج سال به مرحله یک‌هشتم نهایی رسید. در شروع فصل ۲۰۱۰/۱۱ اولین پیروزی برابر بایر لورکوزن رغم خورد اما در پایان نیم فصل اول، تیم دوباره جایگاه آخر قرار گرفته بود.
پس از عملکرد مدیریتی ضعیف، گروهی از روسای اقتصادی محلی یک سازمان به نام پیشگامان بروسیا را تشکیل دادند که این سازمان مدیریت باشگاه را به سو مدیریت متهم کرد. به گفته این گروه، ساختارهای کهنه و قدیمی باید کنار بروند تا بروسیا حداقل آینده ای داشته باشد و پول به جای اینکه در موزه و هتل خرج شود، باید در ورزش سرمایه‌گذاری شود. در مجمع عمومی عادی سالانه ۲۰۱۱، فقط ۳۳۵ نفر از ۴۷۶۹ عضو حاضر به اهداف این طرح رای مثبت دادند.
در بازی خانگی بوندسلیگا برابر ماینتس، مارکو رویس که به تازگی به بروسیا پیوسته بود و عملکرد خوبی را نشان داده بود، ۲۵۰۰مین گل بوندسلیگایی بروسیا را به ثمر رساند. دیگر رکوردهای گل به‌دست یوپ هاینکس (۵۰۰مین)، کارستن نیلسن (۱۰۰۰مین)، اووه ران (۱۵۰۰مین) و مارتین دالین (۲۰۰۰مین) بودند.
اولین خرید تعطیلات زمستانی ، انتقال آزاد مایک هانکه مهاجم هانوفر۹۶ بود. همچنین خط دفاع با خرید هاوارد نوردویت و مارتین اشترانتسل تقویت شد. در ۱۳ فوریه ۲۰۱۱ میشائیل فرونتسک مربی وقت بروسیا پس از ۳ سال به دلیل نتایج ضعیف برکنار شد. شکست در برابر رقبای مستقیم سقوط یعنی اشتوتگارت و سن پائولی دلیل این اخراج بود.
لوسین فاوره به عنوان سرمربی جدید بروسیا انتخاب شد. پس از اینکه تیم تا سی امین هفته بوندسلیگا در جایگاه آخر جدول بود، آنها به سه پیروزی متوالی دست یافتند و پس از تساوی در هفته آخر در جایگاه شانزدهم، فصل را به پایان رساندند، که در نتیجه در دو بازی پلی‌آف بوندسلیگا به مصاف تیم بوخوم رفتند.
پس از دو بازی سخت و نفس گیر آنها توانستند با نتیجه ۱–۰ در خانه با گل دراماتیک دقیقه ۹۰ ایگور دی کامارگو و تساوی ۱–۱ در بوخوم با گل مارکو رویس مانع سقوط بروسیا شوند.
زیر نظر فاوره، که در ژانویه ۲۰۱۱ به عنوان مربی انتخاب شد، بروسیا مونشن گلادباخ در سال‌های پیشرو جاه طلبی‌هایش را در بوندسلیگا مجدداً نشان داد. در فصل ۲۰۱۰/۱۱، پس از نیم فصل اول فاجعه بار، بروسیا مونشن گلادباخ موفق شد با پیروزی‌در مرحله پلی‌آف بوندسلیگا به سختی از سقوط جلوگیری کند.
در فصل ۲۰۱۱/۱۲، آنها برخلاف فصل قبل بسیار قدرتمند ظاهر شدند و در بیشتر فصل برای کسب عنوان قهرمانی رقابت می‌کردند و در نهایت در جایگاه چهارم قرار گرفتند! آنها پس از باخت ۴_۳ در مجموع مقابل باشگاه دینامو کیف در مرحله پلی‌آف لیگ قهرمانان اروپا، موفق به صعود به لیگ قهرمانان نشدند. در فصل ۲۰۱۲/۱۳ بوندسلیگا، پس از از دست دادن برخی از بازیکنان اصلی، به ویژه مارکو رویس که در فصل قبل به عنوان بهترین بازیکن سال بوندسلیگا انتخاب شده بود، بروسیا مونشن گلادباخ همچنان تا آخرین روز مسابقه برای حضور در مسابقات اروپایی رقابت می‌کرد ولی در نهایت در رده هشتم قرار گرفت.
در فصل ۲۰۱۳/۱۴، بروسیا یک فصل همراه با موفقیت دیگر را نیز سپری کرد. آنها در پایان نیم فصل اول در جایگاه سوم قرار داشتند و فصل را در جایگاه ششم به پایان رساندند و به پلی آف لیگ اروپا فصل بعد راه یافتند. آنها فصل ۲۰۱۴/۱۵ بوندسلیگا را در جایگاه سوم به پایان رساندند و بالاخره توانستند به‌صورت مستقیم به به مرحله گروهی لیگ قهرمانان اروپا سال بعد راه پیدا کنند. این باشگاه همراه با یوونتوس، منچسترسیتی و سویا در یک گروه فوق‌العاده سخت قرار گرفت.
اگرچه آنها در پایان مرحله گروهی در انتهای گروه خود قرار گرفتند، ولی بروسیا ۵ امتیاز قابل توجه در این گروه کسب کرد و توانست در مقابل یوونتوس دو تساوی کسب کند و برنده لیگ اروپا همان سال را با نتیجه ۴_۲ در خانه شکست دهد.
بعد از یک شروع ضعیف در فصل ۲۰۱۵/۱۶ بوندسلیگا و پنج باخت متوالی، لوسیان فاوره از مربیگری بروسیا استعفا داد. آندره شوبرت به عنوان مربی موقت جایگزین شد و بلافاصله شرایط این باشگاه تغییر کرد و در شش بازی متوالی بوندسلیگا پیروز شد و در نهایت فصل را در جایگاه چهارم به پایان رساند و برای دومین فصل متوالی به لیگ قهرمانان اروپا راه یافت.
در فصل ۲۰۱۶/۱۷، بروسیا در لیگ قهرمانان دوباره در گروه سختی قرار گرفت اما موفق شد در رده سوم و بالاتر از سلتیک قرار بگیرد و به مرحله حذفی لیگ اروپا راه یابد. همچنین هواداران بروسیا با مارک آندره ترشتگن، دروازه‌بان بومی و سابق خود که به بارسلونا انتقال یافته بود دیداری مجدد داشتند. با این حال، پس از شروع امیدوار کننده در بوندسلیگا، بروسیا در اواسط فصل روند بدی را تجربه کرد که با مصدومیت بازیکنان مهم بدتر نیز شد و در پایان نیم فصل اول در جایگاه ۱۴ جدول قرار گرفت. در نتیجه، آندره شوبرت نیز استعفا داد و مربی سابق ولفسبورگ، دیتر هکینگ جایگزین وی شد. هکینگ با سه پیروزی در چهار مسابقه بوندسلیگا کار خود را شروع کرد و بروسیا در رتبه نهم جدول فصل را به پایان رساند.

### ۲۰۱۷-اکنون: رقابت در بالای جدول و ثبات نسبی
بروسیا در شروع فصل ۲۰۱۷/۱۸ انتقالی رکورد شکن را در تاریخ باشگاه را ثبت کرد. ماتیاس گینتر، قهرمان جهان به این باشگاه پیوست و باشگاه ۱۷ میلیون یورو به علاوه پاداش به بروسیا دورتموند پرداخت کرد. در نهمین دوره جام تلکام که در شهر مونشن‌گلادباخ برگزار شد، بروسیا پس از شکست در ضربات پنالتی مقابل وردربرمن و هوفنهایم، به مقام چهارم و آخرین بسنده کرد.
در دور اول جام حذفی همان سال بروسیا مقابل روت وایس اسن با نتیجه ۲_۱ پیروز شد. در هفته اول بوندسلیگا، بروسیا با تک گل نیکو آلودی، دربی راین را با پیروزی پشت سر گذاشت و پس از پیروزی ۳_۱ خانگی مقابل هامبورگ با ۲۸ امتیاز از هشت برد، چهار تساوی و پنج باخت و حضور در جایگاه ششم، نیم فصل اول را به پایان رساند.
در جام حذفی، بروسیا در ۲۰ دسامبر ۲۰۱۷ در آخرین بازی سال در دور دوم رقابت‌ها مقابل بایر لورکوزن در بروسیا پارک با نتیجه ۱_۰، حذف شد. هفته نهم بوندسلیگا همان فصل نیز با برتری ۵–۱ بایر لورکوزن همراه بود.
اولین بازی نیم فصل دوم با شکست همراه بود. در دربی راین، کلن در پنجمین دقیقه وقت‌های اضافه پایانی نتیجه را ۲_۱ کرد و به برتری رسید.
در عوض، داده‌های مالی در سال ۲۰۱۷ بسیار مثبت بود. علی‌رغم عدم شرکت در مسابقات اروپایی، باشگاه دومین عملکرد برتر تاریخ خود را با گردش مالی ۱۷۹٫۳ میلیون یورو و سود پس از مالیات ۶٫۵۶ میلیون یورو پس از سال موفق ۲۰۱۶ ثبت کرد. پس از شکست ۱–۲ در هامبورگ، بروسیا در رده نهم قرار گرفت و بدین ترتیب، مانند سال قبل، صعود به رقابت‌های اروپایی را از دست داد و فصل ۲۰۱۷/۱۸ برای آن‌ها به پایان رسید. این بازی همچنین آخرین بازی هامبورگ در بالاترین سطح فوتبال آلمان پس از ۵۵ سال حضور مداوم بود.
در ژوئیه ۲۰۱۸، آلاسان پلیا، مهاجم فرانسوی تیم نیس با مبلغ رکوردشکن ۲۳ میلیون یورویی به باشگاه پیوست. در دور اول جام حذفی، مونشن گلادباخ با BSC Hastedt دیدار کرد و با نتیجه ۱۱–۱ پیروز شد؛ بنابراین، بروسیا از رکورد قبلی پیروزی ۸_۰ خارج از خانه مقابل Viersen که در دور اول جام حذفی فصل ۱۹۷۷/۷۸ پیروز شده بود، پیشی گرفت. بروسیا این فصل بوندسلیگا را به خوبی آغاز کرد ولی در پایان فصل در یک رقابت تنگاتنگ با بایر لورکوزن سهمیه لیگ قهرمانان اروپا را از دست داد.
در فصل ۲۰۱۹/۲۰، مونشن گلادباخ فصل را با مربی جدید یعنی مارکو رز که از ردبول زالسبورگ آمده بود به خوبی آغاز کرد و در دسامبر ۲۰۱۹ با شکست ۲–۱ بایرن مونیخ در بروسیا پارک با دو گل رامی بنسبعینی دفاع چپ الجزایری در در دقایق آخر در صدر جدول لیگ قرار گرفت. با این حال، نتایج پر افت و خیز در نیم فصل دوم به این معنی بود که آنها در نهایت در جایگاه چهارم قرار گرفتند و فقط سهمیه لیگ قهرمانان اروپا را کسب کردند.
مونشن گلادباخ در لیگ اروپا مقابل رم، باشاکشهیر و ولفسبورگ همگروه شد ولی در نهایت از صعود به مرحله حذفی بازماند. مونشن گلادباخ در فصل ۲۰۲۰/۲۱ در برابر اینتر میلان، رئال مادرید و شاختار دونتسک قرار گرفت. بروسیا با پیروزی ۶ بر صفر مقابل شاختار دونتسک، و با هتریک آلاسان پلیا به بزرگ‌ترین پیروزی خود در فرمت جدید لیگ قهرمانان دست یافت. آنها پس از کسب مقام دوم در گروه B و گروه مرگ رقابت‌ها به مرحله حذفی پس از سال‌ها صعود کردند، اما در نهایت مقابل فینالیست لیگ قهرمانان همان سال یعنی منچسترسیتی حذف شدند. بروسیا پس از انتقال مارکو رز به دورتموند نتایج خوبی را کسب نکرد و فصل را به خوبی به پایان نرساند و در نتیجه سهمیه رقابت‌های اروپایی را از دست داد.
بروسیا این فصل را با انتقال رکورد شکن مربی سابق آینتراخت فرانکفورت یعنی آدولف هوتر آغاز کرده است و همچنان تاریخ پر فراز و نشیب بروسیا ادامه دارد…

## فرهنگ باشگاه
گلادباخ در جهان:
علاوه بر طرفداران مشهور این تیم مانند تئو تسوانتسیگر، ولفگانگ تیرزه، سِون اُتکه، کای اِبل، میکی کراوسه، ماتیاس اوپدنهوول، پِر اشتاینبروک و هانلوره کرافت. در بسیاری از کشورهای دیگر جهان کانون‌های هواداری زیادی وجود دارد. از کالیفرنیا، تا پکن و از سائوپائولو تا خاورمیانه و ایران، کانون‌های هواداری زیادی مشغول به فعالیت هستند.
مانولو نماد بوکلبرگ اشتادیون:
در دهه ۶۰ و شروع بوندسلیگا، یک گروه هواداری شناخته شده به نام «اشتاینوِگس مام» وجود داشت که با طبل‌های معروف خود به بوکلبرگ اشتادیون می‌آمدند و اِتم اوزنرنلر که با نام مستعار مانولو در بین هواداران گلادباخ شناخته می‌شد در جایگاه شمالی بوکلبرگ اشتادیون از سال ۱۹۷۷ تا ۲۵ سال بعد از آن در تمام بازی‌ها در استادیوم حضور داشت و با آن طبل معروفش لحظات تکرار نشدنی را برای آن نسل از هوادارن گلادباخ رغم زد و تبدیل به نمادی از آن روزهای هوادارن در استادیوم سابق بروسیا مونشن گلادباخ شد.
دوستی با ماینتس:
پس از بازی بروسیا مونشن گلادباخ در برابر ماینتس در ۲۵ اکتبر ۱۹۹۴ در مرحله یک‌هشتم نهایی جام حذفی آلمان و پیروزی ۶–۴ مونشن گلادباخ، یک دوستی صمیمی بین ماینتس و بروسیا مونشن گلادباخ به‌وجود آمد که هم‌اکنون تنها تعداد معدودی از هواداران از آن پیروی می‌کنند.
دوستی با لیورپول:
از طرفی دیگر، یک دوستی طولانی مدت با تیم فوتبال لیورپول وجود دارد که به همان زمان دیدارهای دو تیم در بازی‌های بین‌المللی بر می‌گردد. هواداران بروسیا برای تماشای بازی‌های قرمزها در لیگ انگلستان در فواصل منظم به لیورپول سفر می‌کردند و برعکس آن، عاشقان لیورپول هنوز هم از مونشن گلادباخ بازدید می‌کنند تا نماد دوستی متقابل طرفداران هر دو باشگاه باشد. هواداران مونشن گلادباخ، ۲۱ هزار مارک آلمانی برای خانواده‌های ۹۶ قربانی جنایت استادیوم هیلزبورو که در سال ۱۹۸۹ اتفاق افتاد، جمع‌آوری کردند و آن را در سال ۱۹۹۱ به خانواده‌های آنان اهدا کردند. در تولد ۱۱۰ سالگی باشگاه گلادباخ، در ۱ اوت ۲۰۱۰، لیورپول در یک بازی دوستانه مقابل این تیم شرکت کرد. این مسابقه در حضور ۵۱۵۱۵ تماشاگر در بروسیا پارک برگزار شد و پس از خواندن سرودهای دو تیم و دیدار با اسطوره‌ها و تشکر مدیران از مردم و هوادارن، مونشن گلادباخ با نتیجه ۱_۰ برنده این بازی دوستانه شد.
رقابت با کلن:
در مقابل همه این دوستی‌ها، یک رقابت شدید بین مونشن گلادباخ و رقیب منطقه ای این تیم یعنی کلن وجود دارد. مشخصا یکی از شدیدترین رقابت‌های این ایالت دیدار این دو تیم است. خصومت‌های مونشن گلادباخ و کلن از سال ۱۹۶۴ جرقه خورد. زمانی که مربی کلن یعنی هنس وایسوایلر که بعدها بهترین مربی تاریخ بروسیا مونشن گلادباخ شناخته شد از این تیم جدا شد و به کره اسب‌ها پیوست. وایسوایلر شخصیتی مهم برای هر دو باشگاه است. شانس بیار کلن که یک بز بیلی است به افتخار او هنس نامگذاری شده، در حالی که مونشن گلادباخ از او به عنوان مربی «تیم تاریخ» خود یاد می‌کند. استادیوم مونشن گلادباخ یعنی بروسیا پارک، به احترام هنس وایسوایلر در جاده ای به نام Hennes-Weisweiler-Allee واقع شده است.
این خشم کوچک از مربی سابق از طرف هواداران کلن به یک رقابت جدی تبدیل شد. اگر چه از کلن در ابتدا به عنوان اولین قهرمان بوندسلیگا یاد می‌شد، مونشن گلادباخ به سرعت این اختلاف را کم کرد. بین سال‌های ۱۹۶۹ تا ۱۹۷۸، مونشن گلادباخ پنج عنوان قهرمانی را به‌دست‌آورد و کلن تنها یک قهرمانی به‌دست‌آورد و بایرن مونیخ سه جام باقی مانده را به‌دست‌آورد. فصل ۱۹۷۷/۷۸ در خاطرات هوادارن هر دو باشگاه به یادگار مانده است. اگرچه مونشن گلادباخ در پرگل‌ترین پیروزی تاریخ بوندسلیگا مقابل بروسیا دورتموند با نتیجه ۱۲_۰ پیروز شد ولی کلن با پیروزی ۵_۰ مقابل سن پائولی قهرمانی بوندسلیگا را به‌دست‌آورد. تفاضل گل بهتر آنها باعث قهرمانی این تیم شد. با بازگشت دوباره هنس وایسوایلر به کلن، این رقابت حتی شدید تر هم شد. هنس وایسوایلر، عامل اصلی موفقیت و اختلافات این دو باشگاه بود.
اگرچه از همان فصل آخر هیچ‌یک از دو باشگاه نتوانسته‌اند حتی یک عنوان بوندسلیگا را به دست آورند، اما این رقابت همچنان ادامه دارد و حتی چندین مورد خشونت و درگیری شدید موجب به مرگ بین طرفداران هر دو باشگاه رخ داده است. به‌طور کلی، مونشن گلادباخ در دیدارهای رودررو موفق تر بوده است. در تمام ۱۰۴ رقابت: ۵۴ برد، ۲۰ تساوی و ۳۱ باخت. همچنین مونشن گلادباخ در مسابقات خارج از خانه و در استادیوم تیم کلن هم آمار بهتری دارد! در ۵۱ رقابت: ۲۴ برد، ۱۰ تساوی و ۱۷ باخت. اولین دیدار بروسیا مقابل کلن در تاریخ ۱ ژانویه ۱۹۶۱ برگزار شد که در لیگ منطقه ای اوبرلیگا وست (۱۹۴۷/۶۳)، کلن با نتیجه ۴_۱ مونشن گلادباخ را شکست داد.
سایر رقیبان:
بایرن مونیخ: مونشن گلادباخ و بایرن مونیخ کار خود را از ابتدا در بوندسلیگا شروع نکردند و با شروع فصل ۱۹۶۵/۶۶ هر دو تیم به بوندسلیگا صعود کردند. در فصل اول، بایرن مونیخ در رده سوم و مونشن گلادباخ در رده سیزدهم قرار گرفتند. هر دو باشگاه بین فصل‌های ۱۹۶۹/۷۰ و ۱۹۷۶/۷۷، در دوره ای که مونشن گلادباخ ۵ بار و بایرن مونیخ ۳ بار قهرمان بوندسلیگا شدند با همدیگر رقابت می‌کردند. با این حال، با سقوط تدریجی مونشن گلادباخ در دهه‌های ۸۰ و ۹۰، بایرن مونیخ توانست برتری خود را در بوندسلیگا و در مقایسه مستقیم با بروسیا کاملاً ثابت کند و از ۱۱۳ مسابقه، ۵۴ برد را کسب کند. مونشن گلادباخ ۲۶ پیروزی کسب کرده است و فقط ۴ بار توانسته در مونیخ برنده بازی باشد و هر دو باشگاه ۳۲ تساوی در این رقابت‌ها داشته‌اند. با این حال، مونشن گلادباخ همچنان لحظات سخت و غم‌انگیز زیادی در تاریخ این رقابت‌ها را برای بایرن مونیخ ثبت کرده است و به گربه سیاه این تیم معروف است. به عنوان مثال در ۷ اوت ۲۰۱۱، ایگور دی کامارگو در اولین بازی مانوئل نویر و ژروم بواتنگ برای بایرن مونیخ در آلیانتس آرنا گل مهمی را در پیروزی تک گله این تیم به ثمر رساند. گلادباخ همچنین توانست در سال ۲۰۱۵ با پیروزی ۲_۰ مقابل بایرن، یکی دیگر از معدود پیروزی‌های خارج از خانه خود مقابل بایرن و همچنین یک باخت خانگی کم سابقه برای سرمربی وقت بایرن یعنی پپ گواردیولا، رغم بزند.
بروسیا دورتموند: اگرچه این رقابت تقریباً به اندازه دربی دورتموند برابر شالکه۰۴ یا دربی مونشن گلادباخ در برابر کلن اهمیت ندارد ولی آهنگ Es gibt nur eine Borussia (فقط یک بروسیا وجود دارد) هنگام بازی با این تیم در میان طرفداران بروسیا مونشن گلادباخ خیلی محبوب است. هواداران هر دو تیم خود را بروسیای واقعی می‌نامند. دوئل این دو تیم در رسانه‌ها به عنوان Borussengipfel (نبرد بروسن‌ها) لقب گرفته است.
در بروسیا پارک:
سرود رسمی باشگاه آهنگ Die elf vom Niederrhein است، که قبل از شروع هر بازی خانگی در استادیوم خوانده می‌شود. این آهنگ توسط گروه B.O، که یک گروه موسیقی طرفداری این باشگاه است، ضبط شده است. در کنار این آهنگ، ما بروسیا هستیم و روح می‌سوزد، آهنگ‌های مطرح دیگر این گروه هستند. سرود «تو هیچ‌گاه تنها گام برنخواهی داشت»، که توسط باشگاه‌های زیادی در سراسر اروپا خوانده می‌شود، در بروسیا پارک هم شنیده می‌شود.
آهنگ پس از گل این باشگاه، که پس از هر گل در بازی‌های خانگی شنیده می‌شود، Maria (I Like It Loud) است که توسط گروه موسیقی اسکوتر ساخته شده است و باشگاه تغییراتی در آن ایجاد کرده است. در این آهنگ کوتاه و پر سر و صدا جملهٔ Tor für die Borussia (گل برای بروسیا) توسط رولف گوتل گفته می‌شود که او به عنوان گوینده افتخاری بوکلبرگ اشتادیون برای دهه‌ها در این باشگاه کار می‌کرد.
شانس آور باشگاه:
اولین شانس بیار این تیم توسط مدیر سابق باشگاه یعنی هلموت گراسهوف رونمایی شد و بومسی نام داشت. شمایل بومسی سر یک توپ فوتبال با چشم‌ها و موهای فرفری سیاه بود. شانس بیار رسمی این باشگاه از زمان شروع فصل ۱۹۹۸ بوندسلیگا رونمایی شد و نامش یونتر بود. یونتر کره اسبی است که نام او از گونتر نتسر بازیکن بومی و اسطوره ای بروسیا مونشن گلادباخ گرفته شده است. در گویش محلی منطقه مونشن گلادباخ به او یونتر نتسر می‌گفتند و از این رو، شانس بیار این باشگاه یونتر نام گرفت.

## بازیکنان کنونی
تا تاریخ 2 September 2022
| شماره |        | پست       | بازیکن                        |
| ----- | ------ | --------- | ----------------------------- |
| ۱     | سوئیس  | دروازه‌بان | یوناس اوملین                  |
| ۳     | ژاپن   | مدافع     | کو ایتاکورا                   |
| ۴     | فرانسه | مدافع     | ممدو دوکوره                   |
| ۵     | آلمان  | مدافع     | ماروین فریدریش                |
| ۶     | آلمان  | هافبک     | کریستوف کرامر                 |
| ۷     | آلمان  | هافبک     | پاتریک هرمان                  |
| ۸     | آلمان  | هافبک     | یولیان وایگل (قرضی از بنفیکا) |
| ۱۰    | فرانسه | مهاجم     | مارکوس تورام                  |
| ۱۱    | اتریش  | هافبک     | هانس ولف                      |
| ۱۳    | آلمان  | مهاجم     | لارس اشتیندل (کاپیتان)        |
| ۱۴    | فرانسه | مهاجم     | آلاسان پلئا                   |
| ۱۷    | فرانسه | هافبک     | کوادیو کونه                   |
| ۱۸    | اتریش  | مدافع     | اشتفان لاینر                  |
| ۱۹    | فرانسه | هافبک     | ناتان نگومو                   |
| ۲۰    | آلمان  | مدافع     | لوکا نتز                      |

| شماره |                     | پست       | بازیکن                 |
| ----- | ------------------- | --------- | ---------------------- |
| ۲۱    | آلمان               | دروازه‌بان | توبیاس سیپل            |
| ۲۲    | دانمارک             | هافبک     | اسکار فرائولو          |
| ۲۳    | آلمان               | هافبک     | یوناس هوفمان           |
| ۲۴    | آلمان               | مدافع     | تونی یانشکه            |
| ۲۵    | الجزایر             | مدافع     | رامی بن سبعینی         |
| ۲۶    | آلمان               | مهاجم     | توربن موزل             |
| ۲۷    | آلمان               | هافبک     | روکو رایتز             |
| ۲۹    | ایالات متحده آمریکا | مدافع     | جو اسکالی              |
| ۳۰    | سوئیس               | مدافع     | نیکو آلودی             |
| ۳۲    | آلمان               | هافبک     | فلورین نایهویس         |
| ۳۴    | جمهوری ایرلند       | هافبک     | کانر ناس               |
| ۳۵    | استرالیا            | هافبک     | یاکوب ایتالیانو        |
| ۳۸    | لوکزامبورگ          | هافبک     | Yvandro Borges Sanches |
| ۴۱    | آلمان               | دروازه‌بان | Jan Olschowsky         |

## بیشترین تعداد بازی بازیکنان
| Rank | Player           | Matches |
| ---- | ---------------- | ------- |
| ۱    | برتی فوگتس       | ۴۱۹     |
| ۲    | اووه کمپس        | ۳۹۰     |
| ۳    | هربرت ویمر       | ۳۶۶     |
| ۴    | کریستین هوخشتتر  | ۳۳۹     |
| ۵    | هانس-گونتر برونس | ۳۳۱     |
| ۶    | ولفگانگ کلف      | ۳۲۱     |
| ۷    | پاتریک هرمان     | ۲۹۱     |
| ۸    | هانس یورگ کرینز  | ۲۹۰     |
| ۹    | یوپ هاینکس       | ۲۸۳     |
| ۱۰   | مایکل کلینکرت    | ۲۷۴     |

## گلزن‌ترین بازیکنان
| Rank | Player           | Goals |
| ---- | ---------------- | ----- |
| ۱    | یوپ هاینکس       | ۱۹۵   |
| ۲    | هربرت لومن       | ۹۷    |
| ۳    | هانس یورگ کرینز  | ۹۲    |
| ۴    | گونتر نتسر       | ۸۲    |
| ۵    | اووه ران         | ۸۱    |
| ۶    | آلان سیمونسن     | ۷۶    |
| ۷    | لارس اشتیندل     | ۷۲    |
| ۸    | فرانک میل        | ۷۱    |
| ۹    | هانس-گونتر برونس | ۶۱    |
| ۱۰   | مارتین دالین     | ۶۰    |

## افتخارات

### داخلی
بوندس‌لیگا:
قهرمان (۵ بار): ۱۹۶۹–۱۹۷۰، ۱۹۷۰–۱۹۷۱، ۱۹۷۴–۱۹۷۵، ۱۹۷۵–۱۹۷۶ و ۱۹۷۶–۱۹۷۷
نایب قهرمان (۲ بار): ۱۹۷۳–۱۹۷۴، ۱۹۷۷–۱۹۷۸
بوندس‌لیگا ۲:
قهرمان (۱ بار): ۲۰۰۷–۲۰۰۸
جام حذفی فوتبال آلمان:
قهرمان (۳ بار): ۱۹۵۹–۱۹۶۰، ۱۹۷۲–۱۹۷۳ و ۱۹۹۴–۱۹۹۵
نایب قهرمان (۲ بار): ۱۹۸۳–۱۹۸۴ و ۱۹۹۱–۱۹۹۲
سوپر جام فوتبال آلمان
قهرمان (۱ بار): ۱۹۷۷
نایب قهرمان (۱ بار): ۱۹۹۵
جام اتحادیه آلمان
نایب قهرمان (۱ بار): ۱۹۷۲–۱۹۷۳

### بین‌المللی
جام قهرمانان اروپا
نایب قهرمان (۱ بار): ۱۹۷۷
که در فینال، با نتیجهٔ ۳–۱ از لیورپول شکست خورد و تنها گل گلادباخ را آلان سیمونسن افسانه‌ای وارد دروازه کرد.
جام یوفا
قهرمان (۲ بار): ۱۹۷۵ و ۱۹۷۹
نایب قهرمان (۲ بار): ۱۹۷۳ و ۱۹۸۰
جام بین قاره‌ای فوتبال
نایب قهرمان (۱ بار): ۱۹۷۷

### سایر جام‌ها
جام خوان گمپر
قهرمان (۱ بار): ۱۹۷۲
جام آرنج
قهرمان (۱ بار)

## بهترین بازیکنان تاریخ باشگاه
یوپ هاینکس، در فینال لیگ قهرمانان اروپا بازی کرد. همچنین در یک بازی تاریخی مقابل دورتموند سال ۱۹۷۷ که ۱۲–۰ بنفع گلادباخ تمام شد به تنهایی ۵ گل زد.
آلن سیمونسن دانمارکی که ازسال ۱۹۷۲ تا ۷۹ در گلادباخ بازی کرد و برنده توپ طلای اروپا در سال ۱۹۷۷ شد.
راینر بونهوف، پر افتخارترین بازیکن تاریخ تیم ملی آلمان در دهه هفتاد در این تیم بازی می‌کرد.
لوتار ماتئوس، در اوایل دهه هشتاد در این تیم شناخته شد و یک بار به فینال جام یوفا و یک بار به فینال جام حذفی با بروسیا مونشن گلادباخ رسید ولی در هر دو فینال شکست خورد.